# بروک آن در مور
شهر بروک آن در مور (به آلمانی: Bruck an der Mur) در استان  اشتایرمارک با جمعیت  ۱۳٬۳۰۴  نفر در کشور اتریش واقع شده‌است.